# بلبل زيتوني
بلبل زيتوني أو شرشور الكرز (الاسم العلمي: Coccothraustes  coccothraustes) (بالإنجليزية: Hawfinch)‏ هو طائر ينتمي إلى شرشوريات (فصيلة: Fringillidae).